# S-Bahn Konstanz-Kreuzlingen
| \| Schwarzwaldbahn von Offenburg \| Schwarzwaldbahn von Offenburg \| \| \| \| Engen Endpunkt Seehas \| Engen Endpunkt Seehas \| \| Hochrheinbahn von Basel Bad Bf \| \| \| \| \| \| \| \| \| \| \| \| \| Singen (Hohentwiel) \| \| \| \| \| \| \| \| Radolfzell \| \| \| \| \| \| \| \| Bodenseegürtelbahn nach Friedrichshafen \| \| \| \| \| \| \| \| Konstanz-Petershausen \| \| \| S8 von Schaffhausen \| S8 von Schaffhausen \| \| \| \| Konstanz Sternenplatz \| Konstanz Sternenplatz \| \| S14 von Weinfelden \| S14 von Weinfelden \| \| \| \| Rheinbrücke Konstanz \| Rheinbrücke Konstanz \| \| Kreuzlingen \| Kreuzlingen \| \| \| \| Konstanz heutiger Endpunkt Seehas \| Konstanz heutiger Endpunkt Seehas \| \| \| \| \| \| \| Landesgrenze Schweiz-Deutschland \| \| \| \| \| \| \| \| \| \| \| Kreuzlingen Hafen \| Kreuzlingen Hafen \| \| \| \| Endpunkt Seehas (mittelfristig) \| Endpunkt Seehas (mittelfristig) \| \| Kurzrickenbach Seepark \| \| \| \| \| \| \| \| Münsterlingen-Scherzingen \| \| \| \| \| \| \| \| Münsterlingen Spital \| Münsterlingen Spital \| \| \| \| Endpunkt Seehas (langfristig) \| Endpunkt Seehas (langfristig) \| \| S8 nach Romanshorn–St. Gallen \| \| \| \| \| \| \| \| Ohne Zwischenstationen \| \| \| \| \| \| \| |                               |  |  |  |                                         |                                   |
| Schwarzwaldbahn von Offenburg | Schwarzwaldbahn von Offenburg |  |  |  | Engen Endpunkt Seehas                   | Engen Endpunkt Seehas             |
| Hochrheinbahn von Basel Bad Bf |                               |  |  |  |                                         |                                   |
| |                               |  |  |  | Singen (Hohentwiel)                     |                                   |
| |                               |  |  |  | Radolfzell                              |                                   |
| |                               |  |  |  | Bodenseegürtelbahn nach Friedrichshafen |                                   |
| |                               |  |  |  | Konstanz-Petershausen                   |                                   |
| S8 von Schaffhausen | S8 von Schaffhausen           |  |  |  | Konstanz Sternenplatz                   | Konstanz Sternenplatz             |
| S14 von Weinfelden | S14 von Weinfelden            |  |  |  | Rheinbrücke Konstanz                    | Rheinbrücke Konstanz              |
| Kreuzlingen | Kreuzlingen                   |  |  |  | Konstanz heutiger Endpunkt Seehas       | Konstanz heutiger Endpunkt Seehas |
| |                               |  |  |  | Landesgrenze Schweiz-Deutschland        |                                   |
| |                               |  |  |  |                                         |                                   |
| Kreuzlingen Hafen | Kreuzlingen Hafen             |  |  |  | Endpunkt Seehas (mittelfristig)         | Endpunkt Seehas (mittelfristig)   |
| Kurzrickenbach Seepark |                               |  |  |  |                                         |                                   |
| Münsterlingen-Scherzingen |                               |  |  |  |                                         |                                   |
| Münsterlingen Spital | Münsterlingen Spital          |  |  |  | Endpunkt Seehas (langfristig)           | Endpunkt Seehas (langfristig)     |
| S8 nach Romanshorn–St. Gallen |                               |  |  |  |                                         |                                   |
| Ohne Zwischenstationen |                               |  |  |  |                                         |                                   |

Die S-Bahn Konstanz-Kreuzlingen, auch Agglo-S-Bahn, ist das deutsch-schweizerische Projekt einer S-Bahn in den benachbarten Städten Konstanz und Kreuzlingen und in der gleichnamigen Agglomeration.

## Straßenbahn, Stadtbahn oder S-Bahn?
In einer Studie (siehe Literaturverzeichnis unten) untersuchten die Städte Konstanz und Kreuzlingen sowie der Kanton Thurgau 2019, mit welchen Maßnahmen die binationale Agglomeration vom motorisierten Individualverkehr entlastet werden kann. Dabei zeigte sich, dass eine Straßenbahn oder eine Stadtbahn den größten Nutzen erzielen würde. Die Höhe der Kosten, insbesondere für die Infrastruktur, stellten jedoch deren Realisierbarkeit in Frage. Aus diesem Grund wurde empfohlen, den etappierten Ausbau der S-Bahn weiterzuverfolgen.

## Mittelfristiges S-Bahn-Konzept

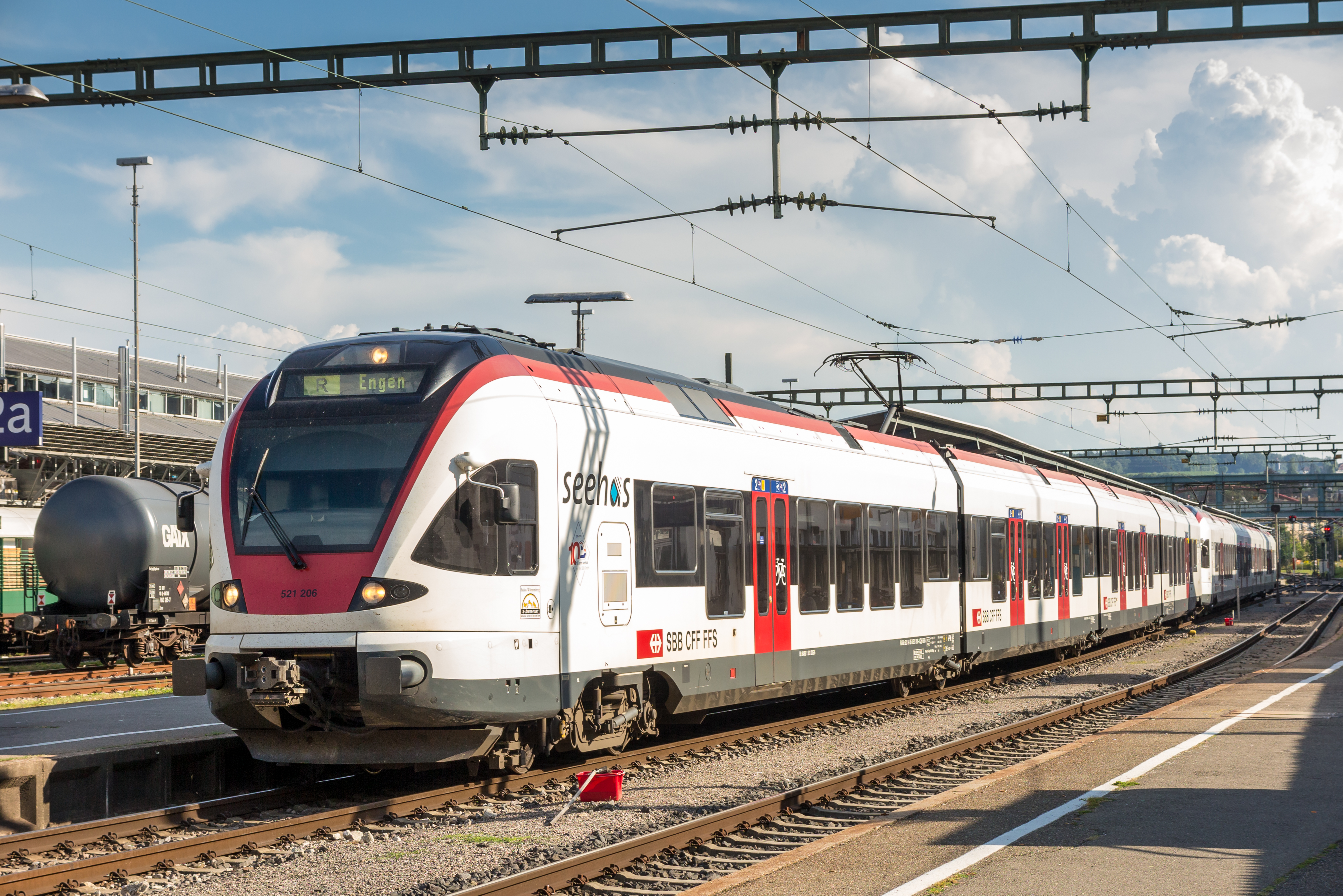
„Seehas“ im Bahnhof Konstanz

Das mittelfristige Angebotskonzept soll bis 2030 umgesetzt werden, wozu 50 Millionen Euro investiert werden müssen. Es beinhaltet vier Elemente:
- Durchbindung des Seehas Engen–Konstanz nach Kreuzlingen Hafen
- Neue Verbindung Konstanz–Singen, um den RegioExpress St. Gallen–Romanshorn–Konstanz mit der Hochrheinbahn zu verbinden
- Neue S-Bahn-Haltestelle Konstanz Sternenplatz als Umsteigeknoten zum städtischen Busnetz
- Zusätzliche S-Bahn-Linie Radolfzell–Konstanz-Petershausen, mit einem Wendegleis in Petershausen

Da die Weiterführung des Seehas’ nach Münsterlingen Spital einen großen Aufwand bedeuten würde, sollen die Züge bereits in Kreuzlingen Hafen enden, wo ein schlanker Anschluss an die S1 nach Romanshorn vorgesehen ist.
Die Stadt Konstanz schlug 2024 vor, die S-Bahn zwischen Radolfzell und Konstanz mit der S14 nach Weinfelden durchzubinden und den Seehas nach Münsterlingen zu verlängern.

## Langfristiges S-Bahn-Konzept

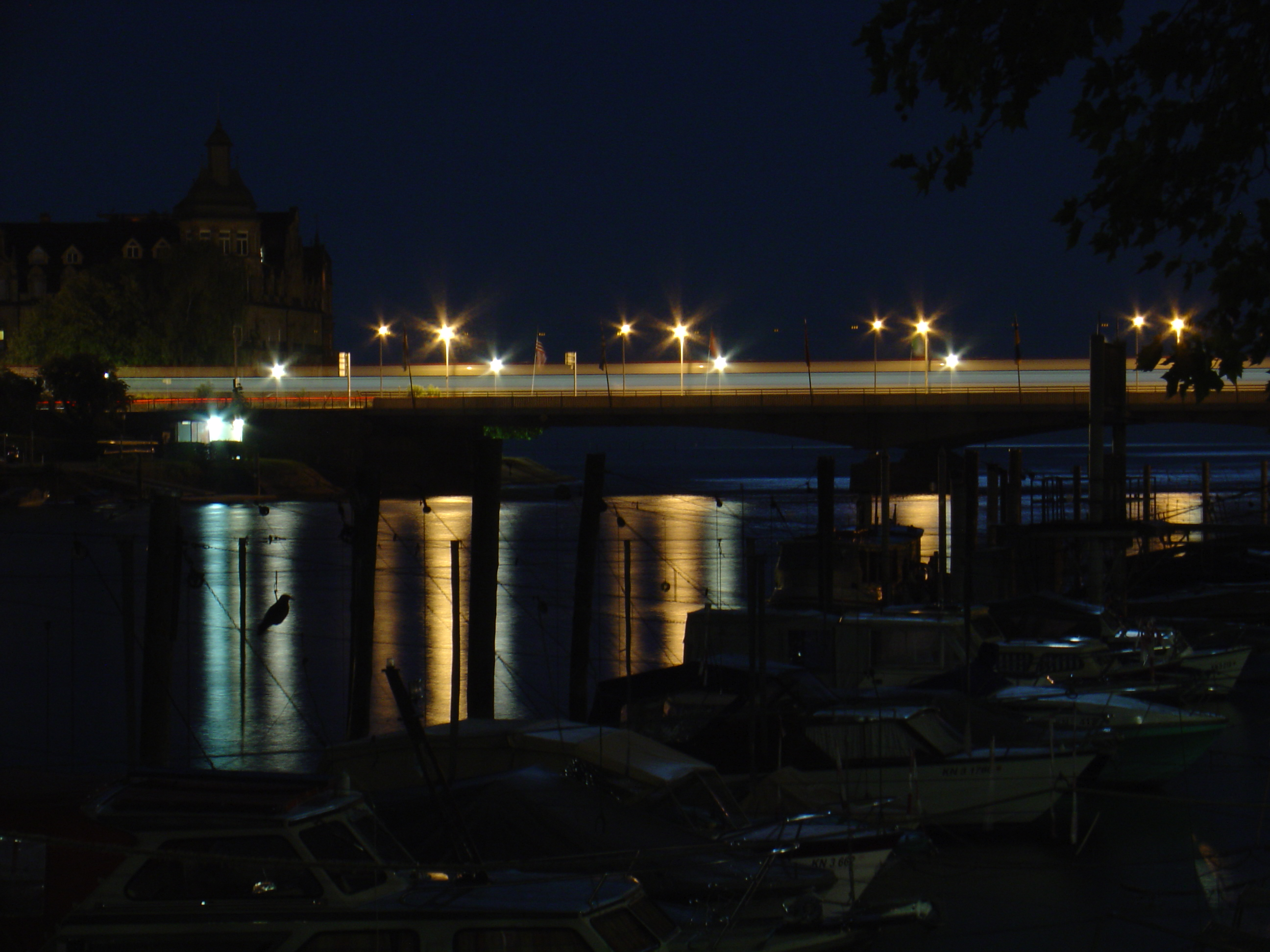
Das längerfristige Angebotskonzept bedingt einen zweigleisigen Ausbau der Rheinbrücke Konstanz.
Rheinbrücke bei Nacht mit einem „Seehas“.

Zusätzlich zum mittelfristigen S-Bahn-Konzept werden 158 Millionen Euro für folgende Hauptelemente investiert:
- Ausbau des Abschnitts Konstanz-Petershausen–Konstanz auf Doppelspur und Durchbindung der zusätzlichen S-Bahn-Linie aus Radolfzell mit der S14 nach Weinfelden
- Durchbindung des Seehas’ über Kreuzlingen Hafen hinaus nach Münsterlingen Spital.

Für das langfristige Angebotskonzept muss nicht nur der bisher eingleisige Abschnitt Konstanz-Petershausen mit einem zweiten Gleis versehen werden, sondern auch in der Schweiz sind Ausbauten erforderlich. Notwendig ist eine Kreuzungsstelle in Kurzrickenbach Seepark, ein zweites Gleis Münsterlingen-Scherzingen–Münsterlingen Spital und zwei Wendegleise in Münsterlingen Spital.